# IC 1612
IC 1612 је расијано звјездано јато у сазвјежђу Тукан које се налази на листи објеката дубоког неба у Индекс каталогу.
Деклинација објекта је - 72° 22' 15" а ректасцензија 0h 59m 59,6s. Привидна величина (магнитуда) објекта IC 1612 износи 12,5. IC 1612 је још познат и под ознакама ESO 29-SC28.